# Vladimeri Karchaidze
Vladimeri Karchaidze (ur. 15 czerwca 2003) – francuski zapaśnik walczący w stylu klasycznym. 
Zajął piętnaste miejsce na mistrzostwach Europy w 2024. Drugi na ME U-23 w 2025 i trzeci w 2024.
Mistrz Francji w 2022 i 2023 roku.